# Nowawieś Królewska (gromada)
Nowa Wieś Królewska. Alt. zapis Królewska-Nowa-Wieś) – dawna gromada, czyli najmniejsza jednostka podziału terytorialnego Polskiej Rzeczypospolitej Ludowej w latach 1954–1972.
Gromady, z gromadzkimi radami narodowymi (GRN) jako organami władzy najniższego stopnia na wsi, funkcjonowały od reformy reorganizującej administrację wiejską przeprowadzonej jesienią 1954 do momentu ich zniesienia z dniem 1 stycznia 1973, tym samym wypierając organizację gminną w latach 1954–1972.
Gromadę Nowa Wieś Królewska z siedzibą GRN w Nowej Wsi Królewskiej (w obecnym brzmieniu Nowa Wieś Królewska) utworzono – jako jedną z 8759 gromad na obszarze Polski – w powiecie wąbrzeskim w woj. bydgoskim, na mocy uchwały nr 24/16 WRN w Bydgoszczy z dnia 5 października 1954. W skład jednostki weszły obszary dotychczasowych gromad Mgowo, Nowawieś Królewska i Uciąż oraz spółdzielnia produkcyjna "Nasza Przyszłość" we wsi Czapelki z dotychczasowej gromady Czaple ze zniesionej gminy Płużnica, a także osiedle Pólko z dotychczasowej gromady Wronie ze zniesionej gminie Wąbrzeźno w tymże powiecie. Dla gromady (zapisano Królewska-Nowa-Wieś) ustalono 23 członków gromadzkiej rady narodowej.
1 stycznia 1958 do gromady Nowa Wieś Królewska włączono wieś Wieldządz ze zniesionej gromady Kotnowo w tymże powiecie.
31 grudnia 1961 do gromady Nowa Wieś Królewska włączono wieś Stanisławki z przysiółkiem Prochy ze zniesionej gromady Jarantowice w tymże powiecie.
1 stycznia 1972 do gromady Nowa Wieś Królewska włączono sołectwo Wiewiórki ze zniesionej gromady Błędowo w tymże powiecie

Gromada przetrwała do końca 1972 roku, czyli do kolejnej reformy gminnej.